# Фридрих (пфальцграф Цвейбрюккен-Фоэнштраус-Паркштайна)
Фридрих Цвейбрюккен-Фоэнштраус-Паркштайнский (11 апреля 1557, Майзенхайм, Бад-Кройцнах — 17 декабря 1597, Замок Фридрихсбург, Верхний Пфальц) — пфальцграф и герцог Цвейбрюккен-Фоэнштраус-Паркштайна в 1569—1597 годах.

## Жизнь
Фридрих родился в 1557 году и был четвёртым сыном Вольфганга, пфальцграфа Цвейбрюккена. В 1569 году, когда на войне погиб его отец, Фридрих был ещё несовершеннолетним, и до 1581 года регентом унаследованных Фридрихом территорий (Флоссенбюрг, Флос, Фоэнштраус и анклав Паркштайн-Вайден) был его старший брат Филипп Людвиг.
В 1586—1593 годах он построил Фридрихсбургский замок недалеко от Фоэнштрауса. После того как он переехал туда в 1593 году, маленький город стал процветать. После его смерти в 1597 году замок достался его вдове в качестве личной резиденции. 21 февраля 1598 года Фридрих был похоронен со своими сыновьями в семейном склепе в Сен-Мартене в Лауингене. Поскольку у него не было выживших потомков, его владения перешли к его брату Филиппу Людвигу.

## Семья и дети
26 февраля 1587 года Фридрих женился на Катарине Софии (7 августа 1561 — 10 мая 1608), дочери польского князя Генриха XI Легницкого. У них было трое детей, все умерли до года:
1. Анна София (25 ноября 1588 — 21 марта 1589)
2. Георг Фридрих (8 марта 1590 — 20 июля 1590), брат-близнец Фридриха Казимира
3. Фридрих Казимир (8 марта 1590 — 16 июля 1590), брат-близнец Георга Фридриха